# Internet TV
Per Internet TV (o televisione online o Net TV) si intende la distribuzione digitale di contenuti televisivi tramite la rete internet (che porta anche altri tipi di dati), la quale differisce dalla televisione terrestre trasmessa tramite sistemi via etere, televisione via cavo e/o sistemi di televisione via satellite. A volte viene chiamata Web TV, sebbene questa definizione sia anche usata per descrivere il genere di programmi TV trasmessi originariamente o solo online su piattaforme di video sharing, come ad esempio Netflix o YouTube.
Ha avuto un grande impulso con l'uscita sul mercato di dispositivi come gli Smart TV e "Android TV box", che permettono di visualizzare i contenuti televisivi anche mediante app. È inoltre fruibile con dispositivi Android, iOS, console per videogiochi e lettori multimediali.

## Tecnologia
Un consorzio di aziende del settore Hybrid Broadcast Broadband TV (HbbTV) (come SES, Humax, Philips e ANT Software) sta attualmente promuovendo e stabilendo uno standard europeo aperto per set-top box ibridi per la ricezione di applicazioni televisive e multimediali digitali a banda larga e broadcast con un'interfaccia monoutente.

### Controllo degli accessi
Alcuni servizi di streaming includono la gestione dei diritti digitali. Il W3C ha preso la controversa decisione di implementare estensioni multimediali crittografate in gran parte a causa della motivazione di fornire una protezione anticopia per i contenuti in streaming. Sky Go è dotato di un software fornito da Microsoft per impedire la copia dei contenuti.
BBC iPlayer utilizza anche un sistema di controllo parentale che consente agli utenti di "bloccare" i contenuti che richiedono una password per l'accesso.

### IPTV
L'IPTV fornisce contenuti televisivi utilizzando segnali basati sul protocollo Internet (IP) attraverso un'infrastruttura di rete privata gestita interamente di proprietà di un singolo vettore di telecomunicazioni o di un Internet Service Provider (ISP). Questo contrasta con la distribuzione di contenuti su reti pubbliche non gestite, una pratica nota come distribuzione di contenuti di massa. Sia l'IPTV che l'OTT utilizzano il protocollo Internet su una rete a commutazione di pacchetto per trasmettere i dati, ma l'IPTV opera su un sistema chiuso - una rete gestita dedicata e controllata dalla società locale di TV via cavo, satellite, telefono o fibra ottica. Nella sua forma più semplice, l'IPTV sostituisce semplicemente i tradizionali canali televisivi analogici o digitali a commutazione di circuito con canali digitali che utilizzano la trasmissione a commutazione di pacchetto. Sia nei sistemi vecchi che in quelli nuovi, gli abbonati dispongono di set-top box o di altre apparecchiature nei locali del cliente che comunicano direttamente attraverso linee affittate di proprietà dell'azienda o dedicate con i server della sede centrale.